# Imelda Marcos
Imelda Marcos (Imelda Remedios Visitación Trinidad Romuáldez; n. 2 iulie 1929, Manila, Filipine) a fost căsătorită cu Ferdinand Marcos, cel de-al zecelea președinte al Filipinelor (între anii 1965 și 1986).